# Duvall (Washington)
Duvall az Amerikai Egyesült Államok északnyugati részén, Washington állam King megyéjében elhelyezkedő város. A 2010. évi népszámlálási adatok alapján 6695 lakosa van.

## Történet
A térség első lakói a snoqualmie és tulalip indiánok voltak. Miután az őslakosokat rezervátumba telepítették, helyükre háborús veteránok érkeztek. A mai városközpont helyén egykor Francis és James Duvall favágók lakóháza volt.
1908-ban a Chicago, Milwaukee, St. Paul and Pacific Railroad vasútvonalának építése miatt Cherry Valley települést elköltöztették. A Saumel S. Cosgrove nevét felvevő helység gyors fejlődésnek indult. A Duvall Citizen újságot 1911-től adták ki.
1968. április 28-án közel háromezren vettek részt egy zenei eseményen, ahol helikopterről ledobtak egy zongorát; a fellépők közt volt a Country Joe and the Fish. Később az eseményből nőtt ki a Sky River Rock Festival.
A városközpontban 2008–2009-ben több, a turisták bevonzását célzó fejlesztés is történt.

## Éghajlat
A város éghajlata óceáni (a Köppen-skála szerint Cfb).
| Hónap                         | Jan.  | Feb.  | Már.  | Ápr. | Máj. | Jún. | Júl. | Aug. | Szep. | Okt. | Nov.  | Dec.  | Év    |
| ----------------------------- | ----- | ----- | ----- | ---- | ---- | ---- | ---- | ---- | ----- | ---- | ----- | ----- | ----- |
| Rekord max. hőmérséklet (°C)  | 22,2  | 23,9  | 26,1  | 31,1 | 33,9 | 37,8 | 38,9 | 37,8 | 36,1  | 31,1 | 25,0  | 18,9  | 38,9  |
| Átlagos max. hőmérséklet (°C) | 8,3   | 10,0  | 12,8  | 15,6 | 18,9 | 21,1 | 24,4 | 25,0 | 21,7  | 15,6 | 10,0  | 6,7   | 15,9  |
| Átlagos min. hőmérséklet (°C) | 1,1   | 1,1   | 2,8   | 5,0  | 7,8  | 10,0 | 11,7 | 11,7 | 9,4   | 6,1  | 3,3   | 0,6   | 5,9   |
| Rekord min. hőmérséklet (°C)  | −18,9 | −18,9 | −11,1 | −5,0 | −2,8 | 1,1  | 0,6  | 2,2  | −1,1  | −6,1 | −17,2 | −17,2 | −18,9 |
| Átl. csapadékmennyiség (mm)   | 159   | 108   | 122   | 96   | 86   | 65   | 34   | 33   | 66    | 121  | 189   | 163   | 1242  |
| Forrás: The Weather Channel   |       |       |       |      |      |      |      |      |       |      |       |       |       |

## Népesség
A 2010-es népszámláláskor a városnak 6695 lakója, 2224 háztartása és 1816 családja volt. A népsűrűség 1054,3 fő/km2. A lakóegységek száma 2315, sűrűségük 364,6 db/km2. A lakosok 89,7%-a fehér, 0,4%-a afroamerikai, 0,5%-a indián, 2,7%-a ázsiai,  2,9%-a egyéb, 3,8%-a pedig kettő vagy több etnikumú. A spanyol vagy latino származásúak aránya 7,7% (   )
A háztartások 52,3%-ában élt 18 évnél fiatalabb. 70,2% házas, 8% egyedülálló nő, 3,4% egyedülálló férfi, 18,3% pedig nem család. 14,4% egyedül élt; 2,8%-uk 65 éves vagy idősebb. Egy háztartásban átlagosan 2,99 személy élt; a családok átlagmérete 3,33 fő.
A medián életkor 34,4 év volt. A város lakóinak 33,8%-a 18 évesnél fiatalabb, 4,8% 18 és 24 év közötti, 33,2%-uk 25 és 44 év közötti, 23,7%-uk 45 és 64 év közötti, 4,5%-uk pedig 65 éves vagy idősebb. A lakosok 49,5%-a férfi, 50,5%-a pedig nő.

## Fordítás
- Ez a szócikk részben vagy egészben  a   Duvall, Washington című angol Wikipédia-szócikk ezen változatának fordításán alapul.  Az eredeti cikk szerkesztőit annak laptörténete sorolja fel. Ez a jelzés csupán a megfogalmazás eredetét és a szerzői jogokat jelzi, nem szolgál a cikkben szereplő információk forrásmegjelöléseként.